# Vízvári Gyula

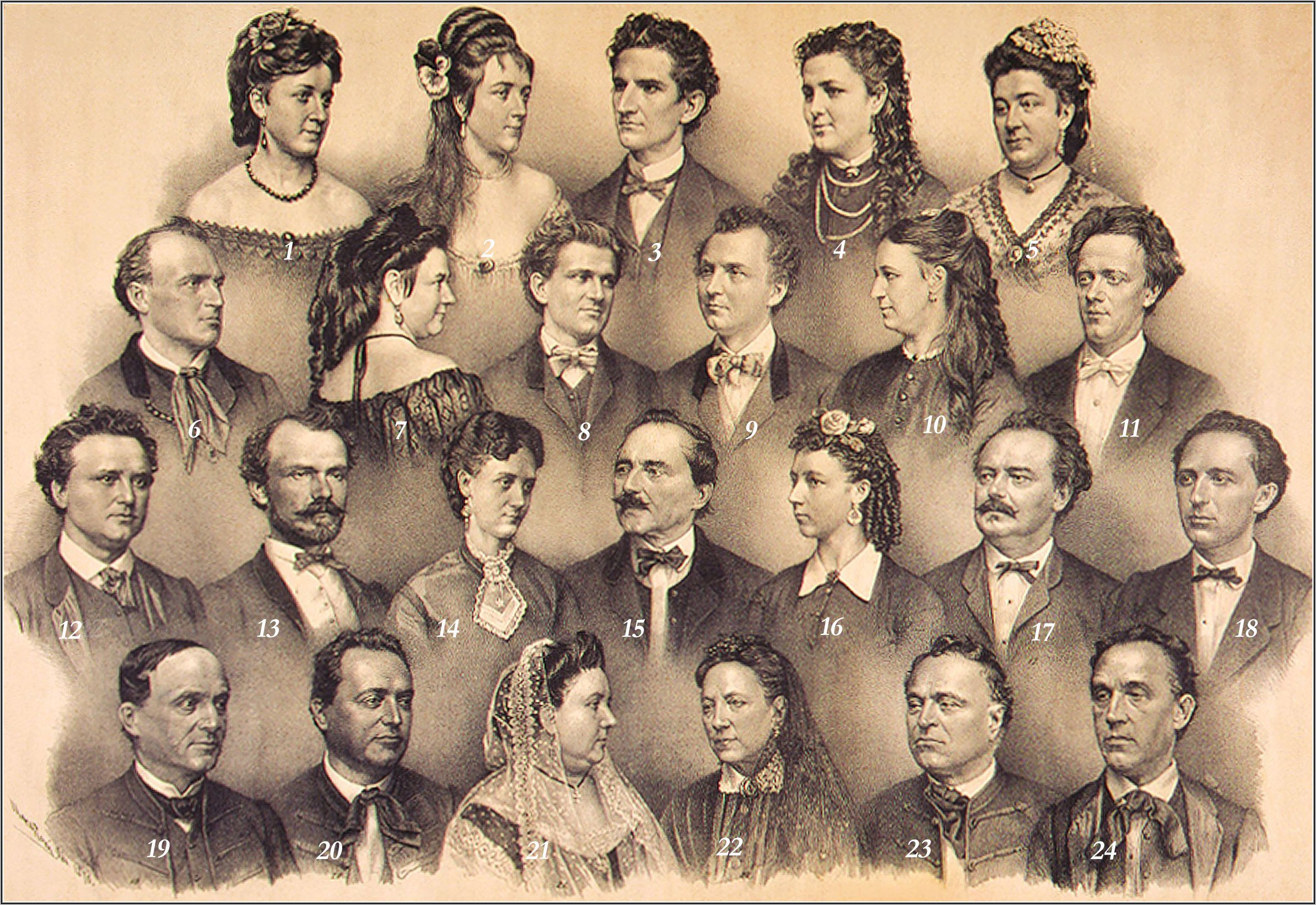
Az 1870-es debreceni színtársulatról készített tablón sorrendben a következő színészek láthatók: 1. Szakáll Róza (1848–1926); 2. Tannerné Szabó Róza, később Erkel Sándorné (1850–1922); 3. Bercsényi Béla (1844–1901); 4. Blaha Lujza (1850–1926); 5. Mándoky Béláné [Presly] Morzsai Emma (1844–1923); 6. Rónai Gyula (1828–1874); 7. Hetényi Laura, Molnárné (1830–1874); 8. Mándoky Béla (1839–1918); 9. Együd István (1838–1882); 10. Dalnoki Béniné, Konti Fáni (1842–1908); 11. Vízvári Gyula (1841–1908); 12. Gerecs János (1843–1910); 13. Dalfi Lőrinc; 14. Takács Emese, Bercsényiné (1847–1914); 15. Szabó József (1814–1875); 16. Szomolnoki Erzsi, Balla Istvánné; 17. Tanner István (1828–1878); 18. Dalnoki Béni (1838–1914); 19. Foltényi Vilmos (1820–1905); 20. Zöldi Miklós (1821–1876); 21. Foltényiné, Szákfy-Szabó Amália (1830–1901); 22. Zöldiné Szabó Julianna (1812–1886); 23. Dózsa József (1815–1886); 24. Philippovits István (1822–1885)

Vízvári Gyula (született Viszkidenszky) (Buda, 1841. július 4. – Margitliget, 1908. december 25.) magyar színész, rendező, a Nemzeti Színház volt örökös tagja, az Országos magyar királyi Zeneakadémia tanára, a Ferenc József-rend lovagja. Vízvári Mariska apja.

## Élete
Apja Wiszkidenszky kerületi jegyző volt a Bach-korszakban. Pályafutását Veszprémben kezdte 1859-ben, itt Csabay Pál társulatában lépett fel, később Debrecenben játszott. 1861 decemberétől 1864-ig a Budai Népszínház foglalkoztatta. 1864-ben Aradra ment Szilágyi Bélához, 1865-ben megfordult Nagyváradon és Pécsett, majd 1866-ban elszerződött Szekszárdra. 1866 őszétől 1872-ig vezető színész volt a debrecen–nagyváradi társulatban, 1872 nyarán Miklósy Gyula meghívására került Pestre, 1873-ban pedig Szigligeti Ede hívta a Nemzeti Színházhoz. 1905-ben vonult nyugállományba, ekkor választották meg a színház örökös tagjává. 1889-től lett rendező, és egyúttal a drámabíráló bizottság tagja. 1893-tól oktatott operajátszást a Zeneakadémián. Komikus szerepekben kitűnő volt. Legutolsó föllépése 1907. szeptember 22-én volt, amikor délutáni előadáson eljátszotta híres szerepét, a Durbints sógort. Azután nem lépett többé színpadra. Szélütés érte; mindennap hosszú sétákat tett; pár hétre a Margitligeti szanatóriumba költözött, ott érte a halál.

## Családja
Leánya Vízváry Mariska, feleségei: Krecsányi Sarolta és Szigeti Jolán voltak.

## Fontosabb szerepei
- Dandin György (Molière)
- Első sírásó (Shakespeare: Hamlet)
- Bolond (Shakespeare: Lear király)
- Zuboly (Shakespeare: Szentivánéji álom)
- Thersites (Shakespeare: Troilus és Cressida)
- Bölcs Náthán (Lessing: Bölcs Náthán)
- Durbincs sógor (Gárdonyi Géza: A bor)
- Pry Pál (John Poole(wd):Paul Pry, 1825. 3 felvonásos dráma)
- Nagy Jancsi (Szigligeti Ede: A nagyapó)
- Sganarelle (Molière)
- Veaucourtois (Sardou: Agglegények)
- Szellemfi (Szigligeti Ede: Liliomfi)

## Galéria

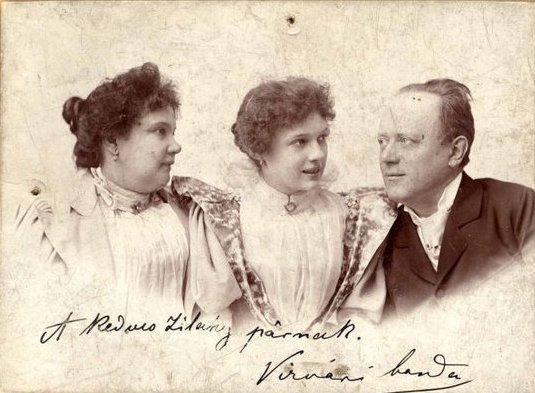
Vízváriné Szigeti Jolán, Vízvári Mariska, Vízvári Gyula
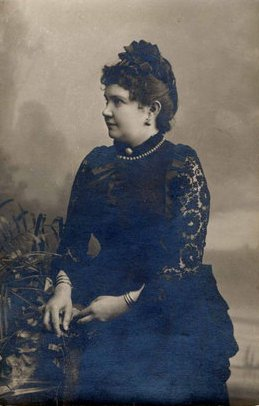
Szigeti Jolán
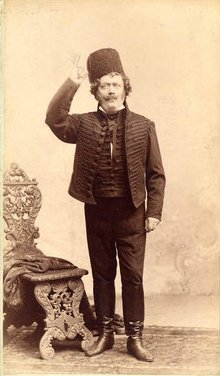
Vízvári Gyula Berczik Árpád: Himfy dalaiban
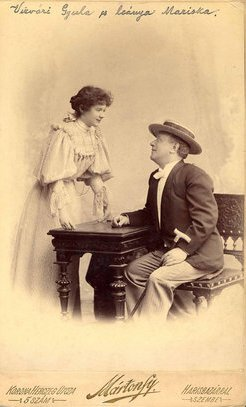
Vízvári Mariska édesapjával, Vízvári Gyulával
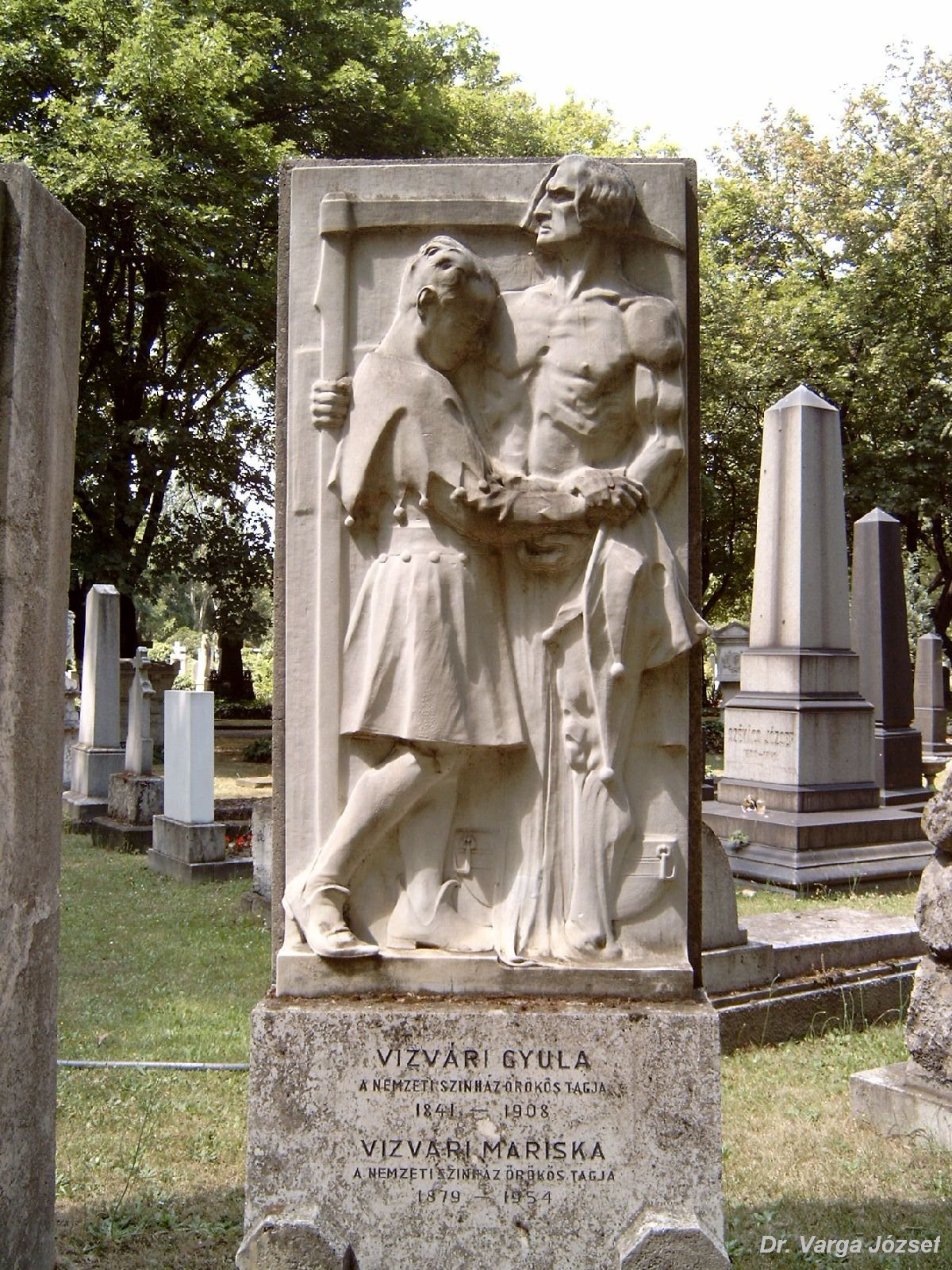
Vízvári Gyula és Vízvári Mariska sírja, Fiumei úti sírkert (34/1-3-19). Szobrász: Margó Ede